# Grand Prix Hassan II 2024
Grand Prix Hassan II 2024 — тенісний турнір, що проходив на ґрунтових кортах у місті Марракеш, Марокко з 1 до 7 квітня. Належав до категорії ATP 250.

## Фінальна частина

### Одиночний розряд
Маттео Берреттіні —  Роберто Карбальєс Баена 7–5, 6–2

### Парний розряд
Гаррі Геліоваара /  Генрі Петтен —  Александер Ерлер /  Лукас Мідлер 3–6, 6–4, [10–4]